# Dionda
Dionda és un gènere de peixos de la família dels ciprínids i de l'ordre dels cipriniformes.

## Alimentació
Mengen principalment algues.

## Distribució geogràfica
Es troba a Nord-amèrica i a l'Amèrica Central.

## Taxonomia
- Dionda argentosa (Girard, 1856)[3]
- Dionda catostomops (Hubbs & Miller, 1977)
- Dionda diaboli (Hubbs & Brown, 1957)[4][5]
- Dionda dichroma (Hubbs & Miller, 1977)[6]
- Dionda episcopa (Girard, 1856)[7]
- Dionda erimyzonops (Hubbs & Miller, 1974)[8]
- Dionda ipni (Alvarez & Navarro, 1953)
- Dionda mandibularis (Contreras-Balderas & Verduzco-Martínez, 1977)[9]
- Dionda melanops (Girard, 1856)
- Dionda nigrotaeniata (Cope, 1880)
- Dionda rasconis (Jordan & Snyder, 1900)
- Dionda serena (Girard, 1856)[10][11][12][13][14][15][16]